# 龙比奥洛
龙比奥洛（義大利語：Rombiolo），是意大利维博瓦伦蒂亚省的一个市镇。总面积22.81平方公里，人口4781人，人口密度209.6人/平方公里（2009年）。